# Шиндлерова листа
Шиндлерова листа (енгл. Schindler's List) је амерички историјско драмски филм из 1993. године у режији Стивена Спилберга. Сценарио потписује Стивен Зејлијан на основу романа Шиндлеров ковчег из 1982. године аустралијског писца Томаса Кенилија, док су продуценти филма Стивен Спилберг, Џералд Р. Молен и Бранко Лустиг. Музику је компоновао Џон Вилијамс.
Насловну улогу тумачи Лијам Нисон као њемачки предузетник Оскар Шиндлер, док су у осталим улогама Бен Кингсли, Рејф Фајнс, Керолајн Гудал, Џонатан Сегал и Ембет Дејвидс.
Идеје за филмску причу о Шиндлеровим Јеврејима предложене су још 1963. године. Испричати причу о Шиндлеру био је један од животних циљева Полдека Пфеферберга, једног од преживелих Шиндлерових Јевреја. Када је извршни продуцент Сидни Шајнберг послао књигу Шиндлеров ковчег редитељу Спилбергу, овај је био њоме фасциниран. Недуго потом заинтересовао је и холивудску компанију Universal Pictures која је откупила права на књигу. Међутим, у то време није био сигуран да ли је он сам као редитељ довољно сазрио да направи филм о Холокаусту. Стога је покушао разговарати с неколико других редитеља и понудити им режију филма, али је на крају ипак одлучио сам то направити.
Филм се снимао 72 дана у Пољској у Кракову. Спилберг је филм снимао као документарац те одлучио да неће користити уобичајене нацрте за сцене из филма. Главни фотограф Јануш Камински желио је филму дати вечни осећај. Сценограф Алан Старски поставио је сетове мрачнијим или ведријим (зависи од ликова у појединим сценама). Током рада на стварању музике за филм, Џон Вилијамс је позвао познатог виолинисту Итжака Перлмана који је одсвирао главну музичку тему.
Филм Шиндлерова листа своју је премијеру имао 30. новембра 1993. године у Вашингтону, а у службену кино дистрибуцију пуштен је децембра исте године у Сједињеним Америчким Државама. Уз критике да се ради о једном од најбољих филмова икада снимљених, филм је постигао одличан успех на кино благајнама, освојио чак седам престижних филмских награда Оскар (укључујући оне за најбољи филм, најбољег режисера и најбољи адаптирани сценарио) те небројене друге награде (укључујући седам награда БАФТА и три Златна глобуса). Године 2007. Амерички филмски институт поставио је Шиндлерову листу на осмо место листе стотину најбољих америчких филмова свих времена што га је помакнуло за једно место у односу на листу из 1998. године када је био постављен на девето место. На листи најбољих филмова свих времена на популарној филмској страници IMDb, Шиндлерова листа већ се преко 15 година константно налази међу 10 најбољих филмова икад снимљених.

## Радња
Године 1939. на почетку Другог светског рата, Немачка пребацује све пољске Јевреје у Краковски гето. Оскар Шиндлер, немачки бизнисмен из Чехословачке долази у град надајући се да ће се обогатити као ратни профитер. Kао члан Нацистичке партије, Шиндлер подмићује Вермахт и СС официре. Под покровитељством војске, Шиндлер отвара фабрику за производњу емајла. Не знајући много о томе како да води посао, Шиндлер ускоро запошљава Итжака Штерна, службеника из Јеврејског већа који се налази у контакту са јеврејском пословном заједницом и трговцима на црно у гетоу. Јеврејски бизнисмени позајмљују Шиндлеру новац у замену за свој део производа који се производи у фабрици. Након отварања фабрике, Шиндлер ужива у друштву са Нацистима, свом новостеченом богатству и статусу „Господина Директора”, док се Штерн бави комплетном пословном администрацијом. Шиндлер у својој фабрици запошљава пољске Јевреје уместо пољских Католика због тога што су ови први јефтинији. Радницима у Шиндлеровој фабрици дозвољен је одлазак ван гета, па се Штерн брине да што више људи буде проглашено „преко потребнима” за Немачку како би их на тај начин спасио од одвођења у концентрациони логор или смрти.
СС-пуковник (хауптштурмфирер) Амон Гет долази у Kраков како би надгледао изградњу концентрационог логора. Након што је логор завршен, он наручује ликвидацију гета током које стотине немачких трупа празне пренатрпане собе, убијајући у процесу свакога ко није кооперативан, ко је стар или болестан. Шиндлер проматра масакр и, премда је истим дубоко потресен, свеједно остаје опрезан, спријатељује се са Гетом и преко Штернових подмићивања наставља да ужива у потпори СС-а. Ускоро Шиндлер подмићује Гета да му овај допусти изградњу логора за своје раднике како би његова фабрика несметано наставила са радом и како би своје раднике заштитио. Kако време пролази, Шиндлер покушава да спаси што је могуће више живота. Недуго потом, рат мења смер па је Гету наређено да остатак Јевреја пребаци у концентрациони логор у Аушвицу.
Шиндлер се припрема да напусти Kраков са својим богатством, али ускоро схвата да то не може да учини па наговара Гета да му допусти да задржи његове раднике које ће пребацити у фабрику у Брњенецу, у близини свог родног града Свитави (далеко од Коначног решења). Гет му свако име скупо наплаћује. Шиндлер и Штерн након тога састављају листу радника које ће задржати подаље од возова који су кренули према Аушвицу.
Тако су се на „Шиндлеровој листи” нашла имена „вештих” радника, а за многе од њих у Кракову бити на тој листи значило је остати жив. Готово сви људи са Шиндлерове листе сигурно стижу у нови логор у његовом родном граду. Међутим, воз у којем су се налазиле жене случајно је преусмерен у Аушвиц. Шиндлер ускоро дијамантима подмићује команданта логора, Рудолфа Хеса који пушта жене у Брњенец. Након што жене дођу до логора, Шиндлер преузима стриктну контролу над СС чуварима, забрањујући им да улазе у фабрику у којој се ради. Такође, он охрабрује Јевреје да прославе свој празник Шабат. Како би их сачувао у животу, Шиндлер троши цело своје богатство како би подмитио нацистичке официре и купио исправне гранате од других компанија; његова фабрика током седам месеци рада није произвела ниједну једину исправну гранату. Врло брзо остаје без новца баш у тренутку када се Вермахт предаје чиме је службено завршен рат у Европи.
Дана 8. маја 1945. године, радници и немачки војници слушају британског премијера Винстона Черчила који обавештава цео свет да је Немачка капитулирала. Будући је члан Нацистичке партије и „ратни профитер” Шиндлер мора да побегне пред надолазећом Црвеном армијом. Премда је СС чуварима наређено да убију све Јевреје који се налазе у логорима, Шиндлер их наговара да се радије врате кућама као мушкарци, а не убице. Нешто мало пре поноћи када ће Јевреји и званично постати слободни, Шиндлер ставља своје ствари у аутомобил и опрашта се са својим радницима. Они му дају писмо у којем објашњавају да Шиндлер за њих није криминалац, а Штерн му даје и прстен којег су потајно направили, а на којем су угравирали натпис из Талмуда: „Онај ко спаси један живот, спашава цели свет.” Шиндлер је дубоко дирнут овим гестом, али у том тренутку доживљава емотивни колапс осећајући да је могао да спаси још више живота.
Након што је отишао, Шиндлерови Јевреји буде се следећег јутра. Припадник совјетске војске обавештава их да их је Црвена армија ослободила. Ускоро се преживели Јевреји упуте у оближњи градић у потрази за храном.
Након монтажне секвенце у којој видимо послератне догађаје попут егзекуције Амона Гета и натписа што се догодило са Шиндлером у каснијим годинама његовог живота, видимо Јевреје како долазе у оближњи градић. Ускоро се црно-бела слика претвара у слику у боји и видимо Јевреје у данашњем времену који у поворци долазе пред Шиндлеров гроб у Јерусалиму, где је он сам желео да буде сахрањен. Шиндлерови Јевреји који су радили у његовој фабрици, сада у поодмаклим годинама живота, стављају камење на надгробни споменик − јеврејска традиција којом се одаје захвалност покојнику. Глумци који су тумачили главне ликове у филму такође ходају поред њих. Бена Кингслија прати удовица Итжака Штерна, који је умро 1969. године. Док гледамо сцену, појављује се натпис који објашњава да је данас мање од четири хиљаде Јевреја остало у Пољској, али да у свету постоји више од шест хиљада потомака Шиндлерових Јевреја. У последњој сцени, глумац Лијам Нисон над Шиндлеров надгробни споменик ставља пар ружа и мирно стоји изнад њега.

## Улоге
| Глумац         | Улога             |
| -------------- | ----------------- |
| Лијам Нисон    | Оскар Шиндлер     |
| Бен Кингсли    | Итжак Штерн       |
| Рејф Фајнс     | Амон Гет          |
| Керолајн Гудал | Емили Шиндлер     |
| Џонатан Сегал  | Полдек Пфеферберг |
| Ембет Дејвидс  | Хелен Херш        |

## Награде
Освојио је укупно 63 награде, међу којима је седам Оскара, за најбољи филм, режију, фотографију, музику, а имао је и 21 номинацију за највреднију филмску награду.